# Mirko Bigazzi
Mirko Bigazzi (Cecina, 3 aprile 1989) è un ex calciatore italiano, attaccante o centrocampista.

## Biografia
Soprannominato Speedy, Bigazzi è nato a Cecina, in provincia di Livorno, e cresciuto nella frazione di San Pietro in Palazzi; è tifoso del Livorno.

## Carriera
Inizia a tirare i primi calci al pallone nel Palazzi, squadra della frazione in cui ha sempre vissuto. A 14 anni si trasferisce alle giovanili del Cecina, con il quale esordisce a 16 anni nel campionato di Serie D. Nel gennaio 2006 passa agli Allievi Nazionali della Fiorentina, che trascina in finale contro i pari età della Juventus.
Nell'estate del 2006 viene acquistato dal Livorno. Dopo due anni con il club Primavera viene ceduto in prestito in Lega Pro Seconda Divisione alla Carrarese, quindi nell'estate successiva la Carrarese ne acquista la compartecipazione.
Nell'estate del 2010 torna al Livorno, venendo poi ceduto in prestito al Gela, con cui disputa in Lega Pro Prima Divisione 30 partite mettendo a segno 4 gol.
Nel 2011 rientra a Livorno ed è aggregato alla prima squadra. Il 27 agosto fa il suo esordio da titolare in Serie B sotto la guida di Walter Novellino, nella prima gara stagionale contro il Crotone, e il 29 ottobre seguente realizza la sua prima rete con la maglia amaranto, segnando il momentaneo vantaggio sul Gubbio. Nella stagione 2012-2013 conquista con i labronici la promozione in Serie A, dopo aver disputato i play-off.
Nell'estate del 2013 viene ceduto in prestito ai portoghesi dell'Olhanense.
Rientrato in Italia accetta la chiamata della Torres di Sassari per la stagione 2014-2015. Al suo esordio contro la Pro Patria, si infortuna gravemente al ginocchio sinistro, riportando la rottura parziale del legamento crociato anteriore che lo costringe a rimanere fermo per l'intera stagione. Torna quindi al Livorno, che, il 15 settembre, lo cede a titolo definitivo alla Pro Patria.
La stagione 2015-2016 inizia nel peggiore dei modi: nell'incontro contro la Feralpisalò, dopo appena un anno dall'infortunio al ginocchio, Bigazzi ne subisce un altro ed è così costretto a saltare l'intero campionato per il secondo anno consecutivo.
Nel 2017 riprende l'attività agonistica, ripartendo dalla Serie D con il Real Forte Querceta. Dopo aver disputato 9 incontri nella prima parte di stagione con i versiliesi, a dicembre passa al Montecatini. Retrocede in Eccellenza con i biancocelesti, dopo aver collezionato 16 presenze e un gol.
Nell'estate 2018 torna alle origini, firmando per il Cecina, squadra in cui è cresciuto. Gioca con i rossoblu la prima parte di stagione mettendo a segno 2 reti in 8 partite e il 5 dicembre viene annunciato il suo ingaggio da parte dei rivali dell'Atletico Piombino. Fa il suo esordio con i neroazzurri nella sconfitta casalinga (0-2) contro la Cuoiopelli.
Dopo due anni fa ritorno al Cecina, con il quale disputa due stagioni in Promozione. Il 15 marzo 2022, a 33 anni, annuncia il suo ritiro dal calcio giocato.

## Statistiche

### Presenze e reti nei club
| Stagione         | Squadra             | Campionato       | Campionato | Campionato | Coppe nazionali | Coppe nazionali | Coppe nazionali | Coppe continentali | Coppe continentali | Coppe continentali | Altre coppe | Altre coppe | Altre coppe | Totale | Totale |
| Stagione         | Squadra             | Comp             | Pres       | Reti       | Comp            | Pres            | Reti            | Comp               | Pres               | Reti               | Comp        | Pres        | Reti        | Pres   | Reti   |
| ---------------- | ------------------- | ---------------- | ---------- | ---------- | --------------- | --------------- | --------------- | ------------------ | ------------------ | ------------------ | ----------- | ----------- | ----------- | ------ | ------ |
| 2005-gen. 2006   | Cecina              | D                | ?          | ?          | CI-D            | ?               | ?               | -                  | -                  | -                  | -           | -           | -           | ?      | ?      |
| 2008-2009        | Carrarese           | 2D               | 28         | 5          | CILP            | 0               | 0               | -                  | -                  | -                  | -           | -           | -           | 28     | 5      |
| 2009-2010        | Carrarese           | 2D               | 30         | 8          | CI-LP           | 0               | 0               | -                  | -                  | -                  | -           | -           | -           | 30     | 8      |
| Totale Carrarese | Totale Carrarese    | Totale Carrarese | 58         | 13         |                 | 0               | 0               |                    | -                  | -                  |             | -           | -           | 58     | 13     |
| 2010-2011        | Gela                | 1D               | 30         | 4          | CI-LP           | -               | -               | -                  | -                  | -                  | -           | -           | -           | 30     | 4      |
| 2011-2012        | Livorno             | B                | 25         | 2          | CI              | 2               | 0               | -                  | -                  | -                  | -           | -           | -           | 27     | 2      |
| 2012-2013        | Livorno             | B                | 10         | 2          | CI              | 3               | 0               | -                  | -                  | -                  | -           | -           | -           | 12     | 2      |
| 2013-2014        | Olhanense           | PL               | 14         | 0          | CP+CdL          | 1+2             | 1+0             | -                  | -                  | -                  | -           | -           | -           | 17     | 1      |
| 2014-2015        | Torres              | LP               | 1          | 0          | CI-LP           | -               | -               | -                  | -                  | -                  | -           | -           | -           | 1      | 0      |
| ago-sett. 2015   | Livorno             | B                | 0          | 0          | CI              | 1               | 0               | -                  | -                  | -                  | -           | -           | -           | 1      | 0      |
| Totale Livorno   | Totale Livorno      | Totale Livorno   | 35         | 4          |                 | 6               | 0               |                    | -                  | -                  |             | -           | -           | 41     | 4      |
| sett. 2015-2016  | Pro Patria          | LP               | 1          | 0          | CI+CI-LP        | 0               | 0               | -                  | -                  | -                  | -           | -           | -           | 1      | 0      |
| lug.-dic. 2017   | Real Forte Querceta | D                | 9          | 1          | CI-D            | 1               | 0               | -                  | -                  | -                  | -           | -           | -           | 10     | 1      |
| dic. 2017-2018   | Montecatini         | D                | 16         | 1          | CI-D            | -               | -               | -                  | -                  | -                  | -           | -           | -           | 16     | 1      |
| ago.-dic. 2018   | Cecina              | Ecc.             | 8          | 2          | -               | -               | -               | -                  | -                  | -                  | -           | -           | -           | 8      | 2      |
| Totale Cecina    | Totale Cecina       | Totale Cecina    | 8+         | 2+         |                 | ?               | ?               |                    | -                  | -                  |             | -           | -           | 8+     | 2+     |
| dic. 2018-2019   | Atletico Piombino   | Ecc.             | 14         | 3          | -               | -               | -               | -                  | -                  | -                  | -           | -           | -           | 14     | 3      |
| Totale carriera  | Totale carriera     | Totale carriera  | 186+       | 28+        |                 | 10+             | 1+              |                    | -                  | -                  |             | -           | -           | 196+   | 29+    |